# Еткін Кауа
Еткін Кауа (англ. Atkin Kaua, нар. 4 квітня 1996) — футболіст з Соломонових Островів, півзахисник клубу «Маріст Файр».

## Клубна кар'єра
Еткін Кауа народився 4 квітня 1996 року. Вихованець молодіжної команди «Тасман Юнайтед». У 2010 році розпочав дорослу кар'єру у клубі з Соломонових Островів «Вестерн Юнайтед». У 2014 році переїхав до Нової Зеландії, де виступав у місцевих клубах «Нельсон Сабарбс» та «Кентербері Юнайтед». У 2016 році повернувся на батьківщину та підписав контракт з клубом «Маріст Файр».

## Кар'єра у збірній
У 2014 році зіграв 5 матчів та відзначився 3-ма голами у молодіжній збірній Соломонових Островів з футболу U-20.
5 жовтня 2016 року дебютував у складі національної збірної Соломонових Островів у програному (0:3) матчі проти Нової Каледонії.